# Південна АЕС
Південна атомна електростанція (рос. Южная АЭС) — планована атомна електростанція в Росії. Вона буде побудована в Ростовській області або Краснодарському краї. Про плани будівництва станції було оголошено в серпні 2024 року в рамках програми будівництва нової атомної електростанції російського уряду. Електростанція повинна мати два вдосконалених реактори з водою під тиском ВВЕР.

## Історія та технічна інформація

### Початки
Вперше про плани будівництва другої атомної електростанції в Ростовській області дуже несподівано було оголошено в серпні 2024 року. Тоді російський уряд оголосив, що планує побудувати до 33 нових атомних реакторів по всій Росії до 2042 року в рамках нового плану будівництва АЕС. Плани були несподіваними, оскільки не очікувалося, що після Ростовської АЕС у Ростовській області можна буде побудувати ще одну атомну електростанцію, і раніше вважалося за краще повернутися до старих проектів, таких як Татарська та Башкирська АЕС, які більше не входили в довгострокові плани. Раніше серед людей висловлювалися припущення, що Ростовська атомна електростанція II може бути побудована по інший бік Цимлянської греблі, але врешті-решт було віддано перевагу будувати абсолютно нову електростанцію в іншому місці в Ростовській області. Пізніше, в 2025 році, план і місце розташування були змінені і, можливо, атомна станція буде побудована в Краснодарському краї. Також було змінено назву електростанції з Новочеркаської АЕС на Південну АЕС. Початкове місце було залишено як резерв.

### Розташування
За наявною інформацією, електростанція може бути побудована поблизу вже існуючої Новочеркаської ТЕС, яка споживає для своєї роботи вугілля. Це має заощадити на інфраструктурі, оскільки для доставки компонентів можна буде використовувати існуючі дороги та залізниці. У місцевості також є вільна земля для будівництва житла для будівельників АЕС, а згодом і для її персоналу.
Атомна електростанція в Ростовській області в цілому вигідна тим, що турбіни під тиском і парогенератори виробляються в місті Волгодонськ Ростовської області на заводі «Атоммаш» , який є підрозділом «Росатома», що також дозволить заощадити на транспортуванні, оскільки буде можливим транспортувати компоненти на місце водним шляхом. Однак на Дону доведеться побудувати тимчасовий пірс, щоб розвантажувати резервуари, що працюють під тиском, вагою понад 330 тонн і парогенератори.

## Інформація про реактори
| Реактор    | Тип реактора | Продуктивність | Продуктивність | Початок будівництва | Підключення до мережі | Введення в експлуатацію | Закриття |
| Реактор    | Тип реактора | Нетто          | Брутто         | Початок будівництва | Підключення до мережі | Введення в експлуатацію | Закриття |
| ---------- | ------------ | -------------- | -------------- | ------------------- | --------------------- | ----------------------- | -------- |
| Південна-1 | ВВЕР-ТОІ     | 1115 МВт       | 1200 МВт       |                     | 2036                  |                         |          |
| Південна-2 | ВВЕР-ТОІ     | 1115 МВт       | 1200 МВт       |                     | 2038                  |                         |          |